# Kokoš (hrib)
Kokoš (672 m, italijansko monte Cocusso) je gorski relief na meji med Italijo in Slovenijo. Je najvišji hrib tržaškega Krasa.

## Rastlinski in živalski svet
Za rastlinstvo so značilni predvsem obsežni gozdovi črnega bora. Na zahodnem pobočju, na 550 m n. v., je poskusna ploskev grške jelke, ki so jo leta 1884 zasadili avstrijski gozdarji. Malo višje, na 643 m n. v., je stotina navadnih smrek, posajenih leta 1936. Na južnem pobočju je značilno kraško grmičevje črnega gabra. Opazna so nekatera velika drevesa, med njimi divja lipa (obseg 353 cm) in osamljena bukev (obseg 273 cm).